# Centrale hydroélectrique de Pirttikoski
La centrale hydroélectrique de Pirttikoski (finnois : Pirttikosken voimalaitos) est une centrale hydroélectrique située à Rovaniemi  en Finlande.